# サタ=ハメ・ソイ・アコーディオン・フェスティヴァル
サタ=ハメ・ソイ・アコーディオン・フェスティヴァルは、フィンランド南西部のイカーリネン(Ikaalinen)という町で毎年6月終わりに開催される民俗音楽祭である。毎年3万人前後の観客が訪れ、国内でも屈指の規模を誇る。
1972年設立。以降、毎年行われている。プログラムには、軽音楽やクラシック音楽の演奏も含まれるが、最大の焦点は、アコーディオンと、それに類する楽器の演奏およびコンテストである。
フィンランド・フェスティヴァルズに正式登録されている。

## コンペティション
このフェスティヴァルを特徴づけるのが、会期中に行われる3つのコンペティションである。いずれも国際的に出演者を募り、その決勝戦の模様はテレビを通じてヨーロッパ全土へ配信される。
- プリムス・イカーリネン国際アコーディオン選手権(The Primus Ikaalinen International Accordion Competition) : 2005年より開催。

- ゴールデン・アコーディオン・アウォード(Golden Accordion Award) : 1983年より開催。

- シルバー・アコーディオン・アウォード(Silver Accordion Award) : 1986年より開催。若年層向けのコンペティションとして設定されている。